# Maître international
Pour les articles homonymes, voir MI.

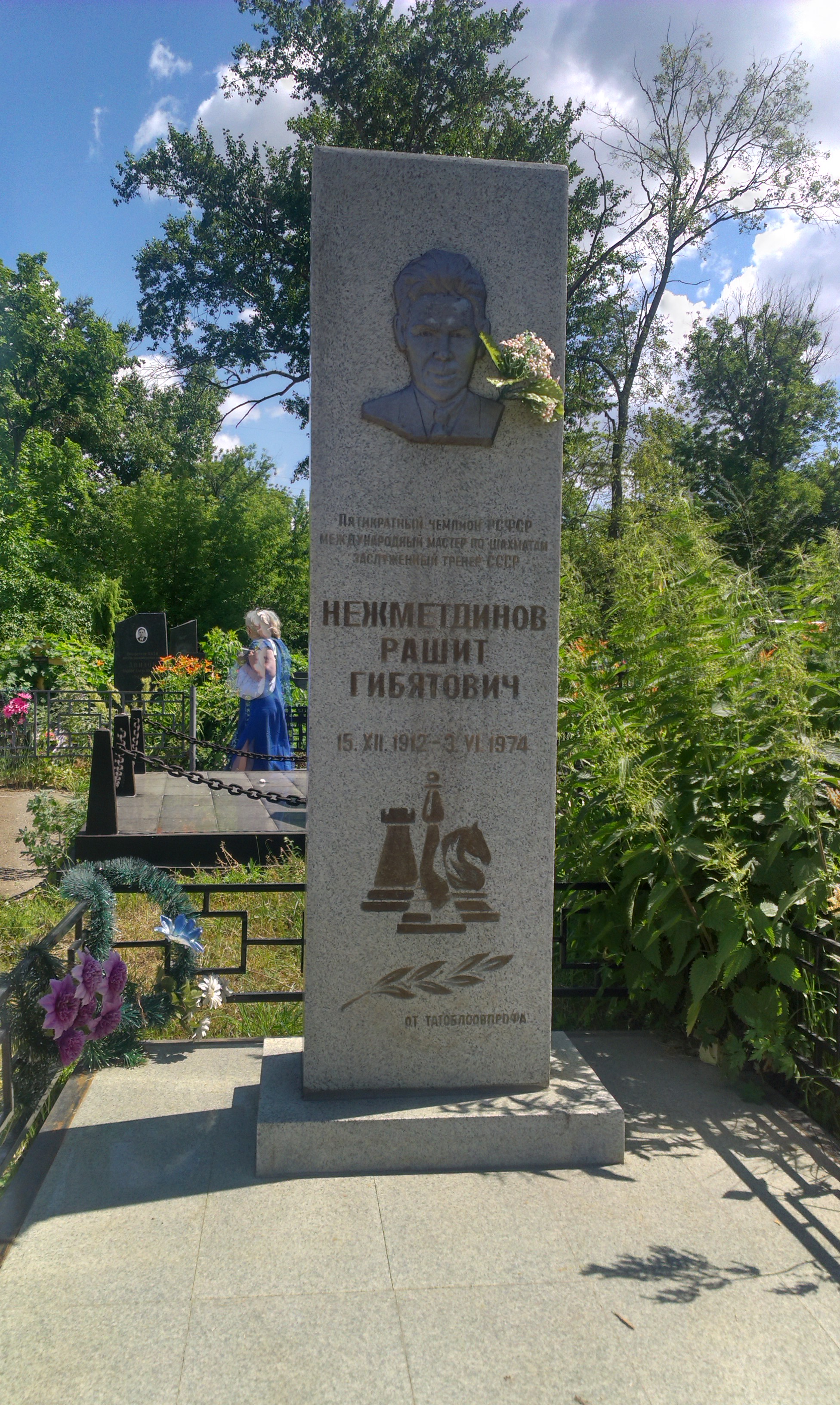
Rachid Nejmetdinov, qui a un score positif dans les 20 parties qu’il a jouées contre les champions du monde d’échecs, a obtenu le titre de maître international mais pas celui de grand maître international.

Le titre de maître international existe aussi bien aux échecs qu'aux dames. On peut avoir le titre de :
- maître international (de jeu d'échecs), décerné par la FIDE et détaillé dans cet article[1]

mais également le titre de :
- maître international d'échecs par correspondance, décerné par l'ICCF ;
- maître international pour la composition échiquéenne, décerné par la FIDE sur proposition de la Commission permanente pour la composition échiquéenne ;
- maître international de résolution de problèmes d'échecs, décerné par la FIDE sur proposition de la Commission permanente pour la composition échiquéenne
- maître international Senior de jeu de dames, décerné par la FMJD ;
- maître international de jeu de dames, décerné par la FMJD.

## Au jeu d'échecs
Maître international (MI) est un titre accordé depuis 1950 par la Fédération internationale des échecs (FIDE) aux joueurs et joueuses satisfaisant un critère de performance lors de parties récentes. Ce titre est supérieur au titre de maître FIDE (MF) et inférieur à celui de grand maître international (GMI). 
Afin d'obtenir le titre de MI, un joueur doit avoir dépassé la barre des 2 400 points au classement Elo et avoir réussi trois performances de maître appelées « normes ». Pratiquement tous les joueurs recevant le titre de maître international ont un classement Elo entre 2 400 et 2 500.
Certains joueurs peuvent réussir à obtenir le titre de GMI (Grand maître international) sans être déjà MI. Ces cas sont rares, parmi eux citons Boris Gelfand et Vladimir Kramnik.
Il existe un titre analogue de « maître internationale féminine », noté « MI(F) ». 
Sur la plupart des listes de joueurs dont celle de la FIDE et d'organisateurs de tournois, la mention « m » (maître international) ou « wm » (maître international féminin : « w » pour « woman ») figure respectivement en regard du nom du joueur ou de la joueuse.
En mars 2010, il existe 2 876 MI. Ce titre est conservé par le joueur tout au long de sa vie.